# Bořek Dočkal
Bořek Dočkal (Městec Králové, 30 de septiembre de 1988) es un exfutbolista checo que jugaba en la demarcación de centrocampista.

## Biografía
Debutó como futbolista en 2006 con el Slavia Praga tras formarse en la cantera del club, donde jugó durante un año. Marcó su primer gol con el club, y por lo tanto su primer gol como profesional contra el FK Teplice. Tras irse cedido al SK Kladno, fichó por el Slovan Liberec en el mercado invernal de 2008, donde firmó un contrario por dos años. En julio de 2010 fichó por el Konyaspor de la liga turca. En agosto de 2011, firmó un contrato de larga duración con el Rosenborg BK. En su primer partido con el club hizo una asistencia de gol en un partido contra el Molde FK que finalizó con victoria por 3-1. Durante la Liga Europea de la UEFA 2012-13 marcó siete goles en doce partidos. Tras dos años en el equipo noruego, donde marcó catorce goles en 55 partidos de liga, en agosto de 2013, firmó un contrato de tres años con el A. C. Sparta Praga. Tras haber jugado en China regresó a este equipo en 2019, donde permaneció hasta su retirada al término de la temporada 2021-22.

## Selección nacional
Debutó con la selección de fútbol de la República Checa el 14 de noviembre de 2012 contra Eslovaquia en un partido amistoso, marcando además en dicho partido. Posteriormente jugó la clasificación para la Copa Mundial de Fútbol de 2014 y la clasificación para la Eurocopa 2016.

### Goles internacionales
| #  | Fecha                   | Estadio                              | Oponente     | Gol | Resultado | Competición                                          |
| -- | ----------------------- | ------------------------------------ | ------------ | --- | --------- | ---------------------------------------------------- |
| 1. | 14 de noviembre de 2012 | Andrův stadion, Olomouc              | Eslovaquia   | 3–0 | 3–0       | Amistoso                                             |
| 2. | 15 de octubre de 2013   | Vasil Levski National Stadium, Sofía | Bulgaria     | 1–0 | 1–0       | clasificación para la Copa Mundial de Fútbol de 2014 |
| 3. | 9 de septiembre de 2014 | Generali Arena, Praga                | Países Bajos | 1–0 | 2–1       | Clasificación para la Eurocopa 2016                  |
| 4. | 10 de octubre de 2014   | Şükrü Saracoğlu Stadium, Estambul    | Turquía      | 2–1 | 2–1       | Clasificación para la Eurocopa 2016                  |
| 5. | 13 de octubre de 2014   | Astana Arena, Astaná                 | Kazajistán   | 1–0 | 4–2       | Clasificación para la Eurocopa 2016                  |
| 6. | 12 de junio de 2015     | Laugardalsvöllur, Reikiavik          | Islandia     | 0-1 | 2–1       | Clasificación para la Eurocopa 2016                  |
| 7. | 4 de septiembre de 2020 | Tehelné pole, Bratislava             | Eslovaquia   | 0-2 | 1-3       | Liga de las Naciones de la UEFA 2020-21              |

## Clubes
| Club                        | Div.                | Temporada     | Liga  | Liga  | Copas nacionales | Copas nacionales | Copas internacionales | Copas internacionales | Total | Total |
| Club                        | Div.                | Temporada     | Part. | Goles | Part.            | Goles            | Part.                 | Goles                 | Part. | Goles |
| --------------------------- | ------------------- | ------------- | ----- | ----- | ---------------- | ---------------- | --------------------- | --------------------- | ----- | ----- |
| Slavia Praga                | Gambrinus liga      | 2006/07       | 6     | 1     | 0                | 0                | -                     | -                     | 6     | 1     |
| Slavia Praga                | Total club          | Total club    | 6     | 1     | 0                | 0                | 0                     | 0                     | 6     | 1     |
| SK Kladno (cedido)          | Gambrinus liga      | 2007/08       | 14    | 2     | 0                | 0                | -                     | -                     | 14    | 2     |
| SK Kladno (cedido)          | Total club          | Total club    | 14    | 2     | 0                | 0                | 0                     | 0                     | 14    | 2     |
| Slovan Liberec              | Gambrinus liga      | 2007/08       | 14    | 1     | 0                | 0                | -                     | -                     | 14    | 1     |
| Slovan Liberec              | Gambrinus liga      | 2008/09       | 27    | 5     | 4                | 0                | 2                     | 0                     | 33    | 5     |
| Slovan Liberec              | Gambrinus liga      | 2009/10       | 29    | 5     | 5                | 0                | 4                     | 0                     | 38    | 5     |
| Slovan Liberec              | Total club          | Total club    | 70    | 11    | 9                | 0                | 6                     | 0                     | 85    | 11    |
| Konyaspor (cedido)          | Süper Lig           | 2010/11       | 9     | 0     | 0                | 0                | -                     | -                     | 9     | 0     |
| Konyaspor (cedido)          | Total club          | Total club    | 9     | 0     | 0                | 0                | 0                     | 0                     | 9     | 0     |
| Slovan Liberec              | Gambrinus liga      | 2010-11       | 13    | 2     | 0                | 0                | -                     | -                     | 13    | 2     |
| Slovan Liberec              | Gambrinus liga      | 2011-12       | 1     | 0     | 0                | 0                | -                     | -                     | 1     | 0     |
| Slovan Liberec              | Total club          | Total club    | 14    | 2     | 0                | 0                | 0                     | 0                     | 14    | 2     |
| Rosenborg                   | Tippeligaen         | 2011          | 13    | 2     | 1                | 0                | 2                     | 0                     | 16    | 2     |
| Rosenborg                   | Tippeligaen         | 2012          | 27    | 10    | 4                | 6                | 12                    | 7                     | 43    | 23    |
| Rosenborg                   | Tippeligaen         | 2013          | 15    | 2     | 2                | 2                | 4                     | 1                     | 21    | 5     |
| Rosenborg                   | Total club          | Total club    | 55    | 14    | 7                | 8                | 18                    | 8                     | 80    | 30    |
| Sparta Praga                | Gambrinus liga      | 2013–14       | 25    | 3     | 8                | 1                | -                     | -                     | 33    | 4     |
| Sparta Praga                | Gambrinus liga      | 2014–15       | 29    | 10    | 4                | 1                | 12                    | 1                     | 45    | 12    |
| Sparta Praga                | Gambrinus liga      | 2015–16       | 29    | 8     | 2                | 0                | 16                    | 5                     | 47    | 13    |
| Sparta Praga                | Gambrinus liga      | 2016–17       | 12    | 4     | 1                | 0                | 9                     | 1                     | 22    | 5     |
| Sparta Praga                | Total club          | Total club    | 95    | 25    | 15               | 2                | 37                    | 7                     | 147   | 34    |
| Henan Songshan Longmen      | Superliga de China  | 2017          | 23    | 4     | 0                | 0                | -                     | -                     | 23    | 4     |
| Henan Songshan Longmen      | Total club          | Total club    | 23    | 4     | 0                | 0                | 0                     | 0                     | 23    | 4     |
| Philadelphia Union (cedido) | Major League Soccer | 2018          | 32    | 5     | 4                | 0                | -                     | -                     | 36    | 5     |
| Philadelphia Union (cedido) | Total club          | Total club    | 32    | 5     | 4                | 0                | 0                     | 0                     | 36    | 5     |
| Sparta Praga                | Fortuna Liga        | 2018-19       | 3     | 0     | 0                | 0                | -                     | -                     | 3     | 0     |
| Sparta Praga                | Fortuna Liga        | 2019–20       | 13    | 1     | 3                | 0                | -                     | -                     | 16    | 1     |
| Sparta Praga                | Fortuna Liga        | 2020–21       | 33    | 4     | 2                | 0                | 5                     | 1                     | 40    | 5     |
| Sparta Praga                | Fortuna Liga        | 2021–22       | 13    | 0     | 1                | 1                | 7                     | 0                     | 21    | 1     |
| Sparta Praga                | Total club          | Total club    | 62    | 5     | 6                | 1                | 12                    | 1                     | 80    | 7     |
| Total carrera               | Total carrera       | Total carrera | 380   | 69    | 41               | 11               | 73                    | 16                    | 494   | 96    |

## Palmarés

### Campeonatos nacionales
| Título                               | Club               | País            | Año  |
| ------------------------------------ | ------------------ | --------------- | ---- |
| Liga de Fútbol de la República Checa | A. C. Sparta Praga | República Checa | 2014 |
| Copa de la República Checa           | A. C. Sparta Praga | República Checa | 2014 |
| Copa de la República Checa           | A. C. Sparta Praga | República Checa | 2020 |